# Kannur, Bijapur
Kannur là một làng thuộc tehsil Bijapur, huyện Bijapur, bang Karnataka, Ấn Độ.